# Meruelh
Mereulh o Meruelh (en francès Méreuil) és un municipi francès situat al departament dels Alts Alps i a la regió de Provença – Alps – Costa Blava.

## Demografia
| 1806                                       | 1962 | 1968 | 1975 | 1982 | 1990 | 1999 | 2006 | 2016 |
| ------------------------------------------ | ---- | ---- | ---- | ---- | ---- | ---- | ---- | ---- |
| 281                                        | 93   | 95   | 80   | 83   | 104  | 78   | 82   | 82   |
| Des de 1962: població sense dobles comptes |      |      |      |      |      |      |      |      |

## Administració
| Període   | Identitat           | Partit |
| --------- | ------------------- | ------ |
| 2001-2008 | Monique Sauvebois   |        |
| 2008-2020 | Odile Reynaud       |        |
| 2020-     | Annick Reynaud Frey |        |